# Edward Larkin
Edward Rennix Larkin (* 3. Januar 1880 in Lambton, New South Wales; † 25. April 1915 auf der Anhöhe der Einsamen Pinie, Gallipoli, Osmanisches Reich) war ein australischer Rugby-Union-Spieler, Politiker der Australian Labor Party und als erster Vollzeitsekretär der New South Wales Rugby League von großer Bedeutung bei der Entwicklung Rugby Leagues zum dominanten Sport im Großraum Sydney.

## Biografie
Larkin war der Sohn von William Joseph Larkin, eines Bergarbeiters, und Mary Ann, geborene Rennix, beide gebürtige Australier. Am St Joseph's College in Hunters Hill, Sydney begann er mit dem Rugbyspiel. Nach seinem Abschluss 1896 arbeitete er als Journalist für das Year Book of Australia und war daneben begeisterter Sportler. Larkin war Hooker und Kapitän des Newtown Rugby Union Club. 1903 heiratete er, trat in den Dienst der Sydneyer Metropolitan Police Force und wurde als Kapitän Newtons in den Kader der Waratahs, der Rugby-Union-Auswahl von New South Wales berufen. Für die Waratahs kam er in zwei Tests, je einmal gegen die Reds und der Auswahl von Queensland, sowie die neuseeländische Nationalmannschaft All Blacks zum Einsatz. Bei der Tour der All Blacks kam es auch zum ersten Länderspiel zwischen Australien und Neuseeland. Bei diesem wurde auch Larkin für die Wallabies eingesetzt.
Larkin beendete seine Zeit bei der Polizei 1909, um sich politisch betätigen zu können und trat wahrscheinlich 1909 der Australian Labor Party bei. Im Sommer 1909 trat die Führung der gerade gegründeten New South Wales Rugby League zurück. Larkin, der schon während seiner aktiven Rugby-Union-Zeit Sympathie mit den Abwanderungsideen der späteren Rugby-League-Gründern zeigte, übernahm stattdessen als erster die neue Stelle als Vollzeitsekretär des Verbandes und ihrer Liga. Er konnte durch seinen professionellen Führungsstil den Verband schnell stabilisieren. Ein Länderspiel zwischen einer australasischen Auswahl und der englischen Nationalmannschaft sowie sein Erfolg die katholischen Schulen der Region Sydney zum Wechsel zum League-Code zu überreden, stabilisierten Rugby League so weit, dass er bis heute in der Region dominierend blieb.
1911 wurde Larkin ins Amt eines Justice of the Peace, einer Art Bürgernotar und Schiedsmann, gewählt. 1913 trat er vom Sekretärsamt des League-Verbandes zurück und bei den Wahlen im Dezember 1913 wurde er überraschend mit 51,6 % der Stimmen als erster Labor-Abgeordneter im Nordteil Sydneys für Willoughby in die Legislative Assembly, das Unterhaus des Parlaments von New South Wales gewählt. Für das Parlament saß er in den Aufsichtsräten von einigen Krankenhäusern und setzte sich für den Bau einer Brücke über den Hafen von Sydney ein. Larkin meldete sich noch im August freiwillig für die ANZAC, blieb aber de jure bis zum Januar 1915 Abgeordneter. Nach einem Zwischenaufenthalt bei Kairo wurde er im Frühjahr für die Schlacht von Gallipoli eingeschifft.
Larkin starb noch am Abend des Tags der ersten Landung auf Gallipoli am 25. April 1915 bei Sturm seines Zuges auf die Anhöhe der Einsamen Pinie durch osmanisches Maschinengewehrfeuer. Am selben Tag und selben Ort starb auch sein älterer Bruder Martin, von beiden sind die Grabstellen unbekannt. Ihre Namen finden sich lediglich auf der Liste der gefallenen an der zentralen Stele des Einsame-Pinien-Friedhofs.

## Ehrungen
Das Endspiel des australischen Rugby League, der sogenannte City Cup, wurde 1915 Larkin gewidmet und dort Geld für seine Hinterbliebene gesammelt. Posthum wurde Larkin mit dem 1914-15 Star, der British War Medal und der Allied Victory Medal ausgezeichnet.